# Цуккалмальо, Винценц Якоб фон
Винценц Якоб фон Цуккалмальо (нем. Vinzenz Jakob von Zuccalmaglio; 26 мая 1806, Шлебуш — 21 ноября 1876, Гревенброх) — германский писатель

, поэт и драматург, автор ряда книг для народа исторического и публицистического содержания. Брат собирателя народных песен Антона Вильгельма Флорентина фон Цуккалмальо.

## Биография
Винценц Якоб фон Цуккалмальо родился в семье немецкого чиновника. В 1825 году окончил школу при кармелитском монастыре в Кёльне. Затем несколько месяцев прослужил в 7-й артиллерийской бригаде в этом же городе, с 1826 по 1831 год изучал право в Гейдельбергском университете вместе со своим братом. После завершения обучения переехал в Паффрат, где женился и работал нотариусом и где прожил до 1848 года. Затем работал нотариусом в Хюккенсваге, с 1856 года — в Гревенброхе, где прожил до конца жизни. Во время жизни здесь периодически писал статьи для газеты Grevenbroicher Zeitung. За свою государственную службу имел несколько гражданских наград.

## Сочинения
Был плодовитым автором, за свою жизнь написал 75 книг, множество брошюр и статей, несколько пьес. Основные произведения: «Geschichte des Deutschen Volkes» (1849); «Geschichte der deutschen Bauern»; «Die Deutsche Kokarde» (Кельн, 1848; 14 изданий); «Die religiös-politischen Fragen der Gegenwart» (1861). Ему также принадлежат поэма «Das Maifest» (1856) и народная пьеса «Ιοhann Wilhelm» (1876).